# ザ・オーバル
ザ・オーバル （The Oval）は、北アイルランド・ベルファストに存在するサッカー競技場。グレントランFCの本拠地として知られている。

## 参照
1. ↑  http://www.belfasttelegraph.co.uk/sport/football/local/is-it-oval-and-out-for-glentoran-14984935.html